# Большое Псеушхо (гора)
Большое Псеушхо или Пеус (адыг. Пэӏус, Псыушхъо) — горная вершина на Северо-Западном Кавказе. Является одной из наиболее высоких точек Туапсинского района.

## География
Гора Большое Псеушхо расположена на юге Туапсинского района Краснодарского края, в 7 км к северо-западу от одноимённого аула Большое Псеушхо и в 37 км к востоку от морского побережья.В 2013 году вошла в состав Сочинского национального парка.
Высота горы достигает 1100 метров над уровнем моря. Это наивысшая точка Туапсинского района за пределами Главного Кавказского хребта.
Большое Псеушхо представляет собой горный узел, куда сходятся несколько хребтов. С юга к нему подступает хребет Псешетх, с юга-востока — хребет Пхаздактхаку. Сама же вершина находится на гребне хребта Пеус, который вытянут в северо-западном направлении и прослеживается через горы Тхихурай, Пеус и Каштановая. По гребню хребта идет маркированная дорога, по которой можно выйти в долину реки Шепси.
Ближайшие населённые пункты к горе — Малое Псеушхо на северо-востоке, Большое Псеушхо на юго-востоке и Наджиго на юго-западе. Со всех трёх населённых пунктов существуют маршруты ведущие к вершине горы Большое Псеушхо, однако туристы покоряют вершину горы в основном по маршруту из аула Большое Псеушхо.

## Этимология
Своё название гора Псеушхо получила, по-видимому, от реки, у истоков которой она располагается. Название реки некоторые переводят как «чистая (прозрачная) река (вода)». Однако наиболее точным переводом топонима является — «голубая вода», который восходит к адыгейским словам псы — «река (вода)» и (у)шхъо — «голубая».
Местное адыгское население гору (как и хребет) чаще называют Пеус (адыг. Пэӏус), что в переводе с адыгейского означает — «сидящее у начала» (от слов пэ — «начало или нос» и Iус — «сидящее»). В связи с этим в литературе и туристических картах, гора также часто упоминается под названием Пеус.

## Флора
На склонах южной экспозиции от 800 метров до вершины горы раскинулись субальпийские луга, к которым подведена дорога. С юга и востока на террасах протянулись сенокосные и пастбищные поляны. На склонах горы сохранились заросшие со времён Кавказской войны — Старые Черкесские сады, а также довоенные грушёвые сады, которые были разбиты здесь в начале XX века.
Склон северной экспозиции горы, до самой его вершины покрыта густым смешанным лесом. Летом на склонах горы собирают ежевику, лесную малину, голубику и другие ягоды, а осенью плоды каштана и различных дикоплодных фруктов.

## Ссылка
- Гора Большое Псеушхо
- Большое Псеушхо
- Гора Большое Псеушхо и хребет Пеус